# بنجامین مورل
بنجامین مورل (انگلیسی: Benjamin Morel؛ زادهٔ ۱۰ ژوئن ۱۹۸۷) بازیکن فوتبال اهل فرانسه است.
از باشگاه‌هایی که در آن بازی کرده‌است می‌توان به باشگاه فوتبال کلرمون فوت، باشگاه ورزشی آمیان، و باشگاه فوتبال کان اشاره کرد.